# Flip Fluitketel
Flip Fluitketel is een single uit 1981 van André van Duin.
De single kende in theorie een strikte scheiding tussen de A- en B-kant. In de praktijk had het plaatje twee A-kanten, want ook Er staat een paard in de gang werd populair. Van Duin schreef beide liedjes zelf met zijn vaste muziekproducent, arrangeur en orkestleider Ad Kraamer. Op de hoes stond Van Duin op zowel voor- als achterkant afgebeeld met als hoofddeksel een fluitketel zonder bodem, met de titel in de grote letters. De titel Er staat een paard in de gang (bij buurvrouw Jansen) stond in relatief kleine letters afgedrukt.

Van Duin had destijds bij de TROS een show, de Flip Fluitketel Show, en kon daarin zijn eigen lied promoten.
Zowel naar de A- als B-kant werd later verwezen in de amusementsindustrie:
- In de Jaap Aap show kreeg personage/verteller Ruud bij zijn "Tuut tuut tuut, de groetjes van Ruud" een fluitketel met opdruk "tuut" op zijn hoofd.
- Er staat een paard in de gang was de titel van aflevering 7 van het eerste seizoen van de televisieserie Van Speijk (2006).

Er staat een paard in de gang werd ook gecoverd door Rick de Leeuw in een bluesversie. Het verscheen op zijn album De parels en de zwijnen (2014), gevuld met covers van allerlei Nederlandstalige liedjes.

## Hitnoteringen
Van Duin had opnieuw een carnavalskraker.

### Nederlandse Top 40
| Positie: | 27 | 18 | 13 | 8 | 6 | 6 | 8 | 18 | uit |

### Nationale Hitparade
The Kinks met een live-uitvoering van Lola hield Van Duin van de eerste plaats.
| Positie: | 5 | 2 | 2 | 6 | 7 | 7 | 7 | 34 | uit |

### TROS Top 50
Hitnotering: 15 januari 1981 t/m 12 maart 1981. Hoogste notering: #5 (2 weken).

### Vlaamse Radio 2 Top 30
| Positie: | 26 | uit |

### Vlaamse Ultratop 50
| Positie: | 26 | 19 | 19 | 18 | 23 | uit |